# Мензелинський кантон
Мензелинський кантон (рос. Мензелинский кантон, тат. Минзәлә кантоны) — адміністративно-територіальна одиниця в складі Татарської АРСР, що існувала в 1920—1930 рр. Центр кантону — місто Мензелинск. Площа — 5,6 тис. км². Населення — 167,1 тис. ос. (1926).
За даними 1926 року в кантоні було 9 волостей
- Актаниська
- Амікеєвська
- Байсарівська
- Кузкеєвська
- Мензелинська
- Мусмомівська
- Ново-Мазинська
- Поїсевська
- Семиостровська (центр — с. Татарські Сукси)

Волості ділилися на 201 сільраду.
У 1921 році зі складу Мензелинського кантону був виділений Челнинський кантон. У 1930 році Мензелинський кантон, як і всі інші кантони Татарської АРСР, був скасований. На його території були утворені райони.

## Примітка
1. ↑  Демоскоп. Архів оригіналу за 30 грудня 2017. Процитовано 29 грудня 2017.